# Da qualche parte in città
Da qualche parte in città è un film drammatico del 1994 sceneggiato e diretto da Michele Sordillo.

## Trama
Aghim è un immigrato picchiato a sangue da un gruppo di teppisti. Una coppia di buona estrazione sociale soccorre l'uomo e lo accoglie in casa, trovandogli un lavoro onesto. Quando da casa scompare la borsa della donna Aghim è però il principale sospettato e viene cacciato dai due.